# Bressuire
Bressuire és un municipi francès, situat al departament de Deux-Sèvres i a la regió de la Nova Aquitània. Està agermanat amb el municipi aragonès de Mequinensa.
És la capital del Pays du Bocage Bressuirais, que inclou els municipis de Bressuire, Moncoutant, Cerizay, Argenton-les-Vallées i Mauléon. La ciutat n'és membre i acull la seu de la comunitat d'aglomeració Bocage.

## Geografia
La ciutat de Bressuire es troba al cor del Bocage bressuirais, al nord-oest del departament de Deux-Sevres, a uns 30 quilòmetres de Parthenay (sud-est) i a uns 25 quilòmetres de Thouars (nord-est) i a 40 quilòmetres de Cholet (nord-oest). El municipi de Bressuire està format per vuit municipis veïns: Terves, Noirterre, Saint-Sauveur-de-Givre-en-Mai, Chambroutet, Noirlieu, Clazay, Breuil-Chausée i Beaulieu-sous-Bressuire.
Bressuire limita amb Nueil-les-Auviers, Bretignolles, Voulmetin, Saint-Auvin-du-Plain, Argentonnay, Coulonges-Thouarsais, Luché-Thouarsais, Cirières, Geay, Faye-l'Abbesse, La Forêt-sur-Sèvre, Courlay, Chanteloup, Chiché i Boismé.

### Comunicacions
La ciutat de Bressuire es troba a aproximadament una hora amb cotxe de les principals ciutats de l'oest: Nantes, Poitiers, Angers, per la carretera nacional 149 (E62) - futura RN 249 - que enllaça Nantes amb Poitiers.
L'estació de Bressuire té servei de connexions diàries a Tours via Saumur i a La Roche-sur-Yon amb TER, així com a Les Sables-d'Olonne els caps de setmana de maig a setembre i diàriament de juliol i agost.

### Política ambiental
El 2017, Bressuire va rebre la distinció "dues flors" per part del Conseil National de Villes et Villages fleuris de França per les seves polítiques ambientals.

## Topònim
El nom de la ciutat està documentat com Segora al segle IV, i en les formes llatinitzades Berzoriacum cap al 1030 i Berzorium ente 1073 i 1100, Brochorium el 1150, després Bressuyre el 1376. La primera forma llatinitzada sembla poc rigorosa, pero la segona (Berzoriacum) permet explicar l'evolució cap a "Bressuire".
En nom és un compost entre briva ("pont") i Segora, que probablement és el nom antic del Dolo, riu que creua Bressuire. La vía romana de Poitiers-Nantes travessava aquest riu en aquest punt; d'aquí el nom de “pont sobre la Segora”. En peitoví, Bressuire es denomina "Bercher".

## Heràldica
|  | Blasó: De plata a àguila de dos caps. Comentari: La ciutat de Bressuire obté les armes per ordre de l'1 de juliol de 1701. Es van registrar a l'Armorial General de França. Aquests braços són una reminiscència dels de la família Beaumont, senyors de Bressuire des del segle X fins al XVI, que portaven una àguila daurada en un camp de gules sembrades amb ermes (o puntes de llança). |

## Agermanaments
La població de Bressuire està agermanada amb vuit poblacions, set europees, una africana i una americana. L'argermanament amb Mequinensa, realitzat l'any 1982, és un dels més antics en actiu d'Europa. Les dues poblacions realitzen anualment viatges i intercanvis culturals i esportius impulsats pels Comités d'Agermanament. El 2017, es van celebrar els 35 anys al Hôtel de Ville de la localitat francesa amb representats de totes dues poblacions.
- Mequinensa (Espanya) 1982

- Fraserburgh (Escòcia) 1990

- Hodac (Romania) 1990
- Kpalimé (Togo) 1991
- Friedberg (Alemanya) 1992
- Leixlip (Irlanda) 1996
- Riazan (Rússia) 1997
- Arica (Xile) 1997
- Parczew (Polònia) 1998

## Història
Bressuire és potser des de l'època celta i l'època gal·loromana un encreuament de carreteres. Tanmateix, les primeres proves de l'existència de la ciutat es remunten només al segle xi, amb l'esment de la capella de Saint-Cyprien.
La ciutat medieval ("Castrum Berzoriacum") depenia del Vescomtat de Thouars i incloïa, al segle x, tres parròquies: Notre-Dame, Saint-Jean i Saint-Nicolas. Aquest últim situat dins de les muralles del castell i ara desaparegut (els fonaments de la cripta encara son enterrats sota terra) depenent de l'abadia de Saint-Jouin-de-Marne.
L'església Saint-Jean es trobava a prop del molí de Peyre, a prop d'una carretera transitada. El priorat de Sant-Jacques era un lloc de celebració per als pelegrins de pas el dia de la festa del sant. També hi havia l'Església dels Cordeliers que es trobava al costat del monestir del mateix nom al centre de la ciutat.
El seu castell medieval (actualment en ruïnes) està situat en un vessant de la muntanya amb vistes al nucli antic. El recinte exterior del castell es va construir al segle xiii amb una muralla fortificada, amb torres i cinc portes que envolta les dues parròquies situades fora del castell (Notre-Dame i Saint-Jean). La família Beaumont-Bressuire, senyors de Bressuire fins al segle xvi, van concedir privilegis a la ciutat el 1190. També van aixecar l'església de Notre-Dame l'any 1090 que es va acabar a principis del XVI, que es va convertir en un autèntic far de la ciutat. Des de l'edat mitjana fins al segle xv, la ciutat va ser recpmegida per la seva activitat tèxtil.

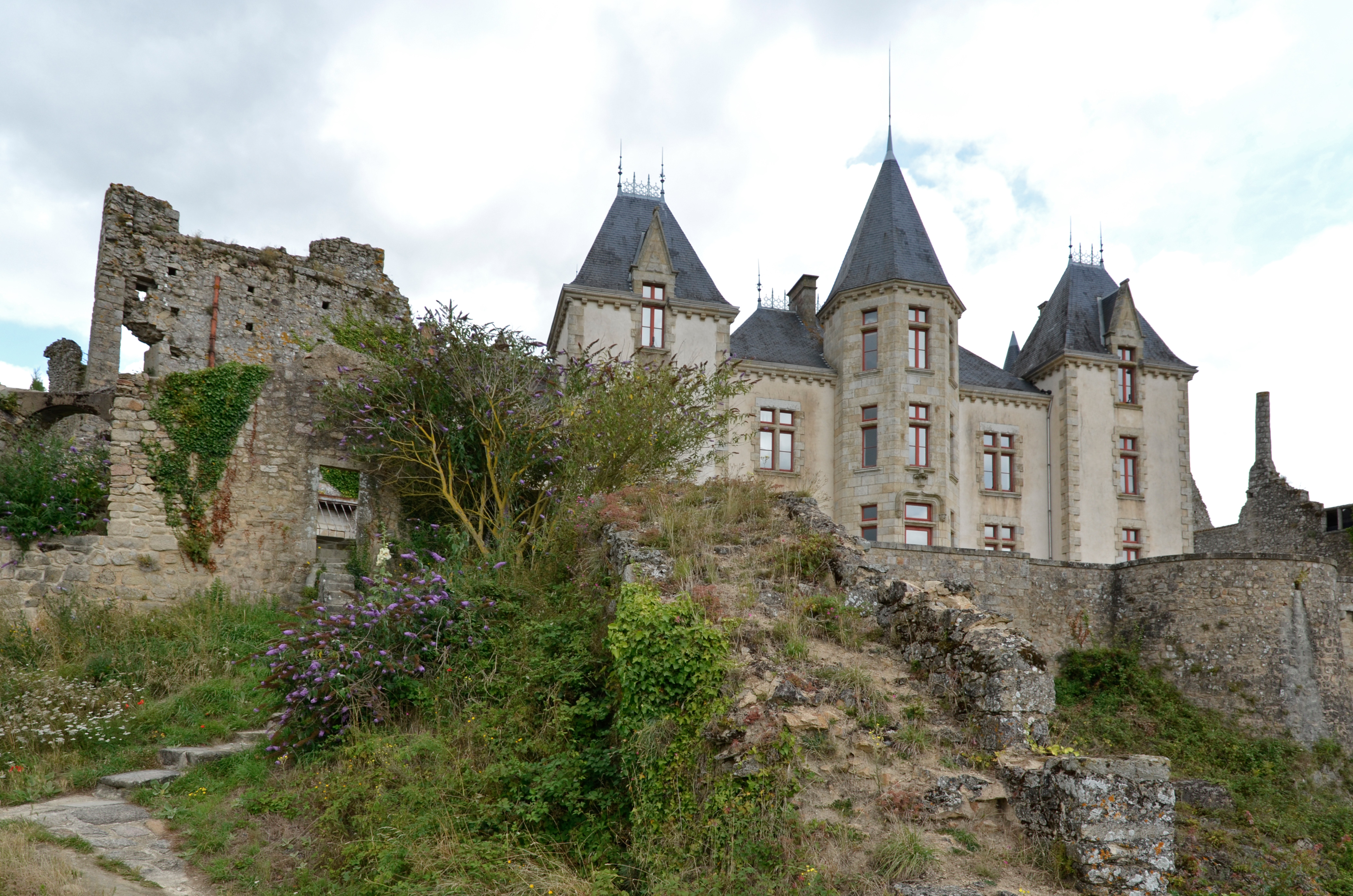
Castell de Bressuire.

La Guerra dels Cent Anys posa a prova el castell i la ciutat. A finals de 1370, Du Guesclin va conquerir el lloc aleshores en mans dels anglesos. Durant aquest terrible conflicte, els franciscans van establir el primer convent de la ciutat: el monestir de Cordeliers, que va ser destruït el 1820 per la construcció de l'actual ajuntament. Al segle xv, sota els vescomtes Pierre II d'Amboise i Louis d'Amboise, la ciutat prospera econòmicament.
Les guerres de religió al segle xvi i la destrucció de la ciutat el 1568, marquen la decadència de Bressuire. És el començament dels anys foscos i la població disminueix fins als 2.000 habitants. Tot i això, Bressuire desenvoluparà un negoci de teixits i podem dir que l'època daurada d'aquesta indústria de teixits serà al segle xvii i principis del xviii. L'especialitat de Bressuire era la tiretaine, venuda a tot l'Occident, Normandia i París.
Durant la Revolta de La Vendée, la ciutat resisteix als primers assalts pagesos de l'agost de 1792 i fou pres el 1793 per l'exèrcit catòlic i real. L'any següent l'ordre republicà intentarà ser restablert per Westermann. No obstant això, la infernal columna republicana de Grignon va cremar la ciutat a la primavera de 1794, matant, violant i deixant poques cases intactes. La població no té més remei que refugiar-se als voltants. Aquests refugiats de la Vendée inicialment guanyaran Airvault, a l'est, Saumur, al nord i Niort, al sud, Els habitants de Bressuire van a Poitiers, però també a la vall del Loira, Blois i fins i tot Orleans. Aquestes columnes infernals havien estat la idea del règim del terror, per erradicar la rebel Vendée. Sis columnes, cadascuna comandada per dos generals, havien de practicar una cerca sistemàtica amb la missió de matar homes, dones, nens i incendiar camps, pobles, castells i granges. El general Louis Marie Turreau era l'instigador i comandant en cap. El seu nom està gravat a l'Arc de Triomf de París. Com a resultat de tot això, el període d'estancament serà llarg i el 1841 la ciutat tindrà només 2.685 habitants.
Amb l'arribada del ferrocarril el 1866, el paisatge urbà es modificarà considerablement, amb conseqüències molt més favorables. La ciutat es converteix en un node ferroviari regional amb cinc branques: connectada a La Roche-sur-Yon, Niort, Poitiers via Parthenay, Thouars, Cholet, La Rochelle via Fontenay-le-Comte. L'estació de Bressuire era la cruïlla de dues línies exprés de viatgers: Nantes-Llemotges i Paris-Sables-d'Olonne fins al 1971. Gràcies als moderns intercanvis comercials i tècnics, Bressuire i la seva regió es desenvolupen, tant en agricultura com en indústria. És en aquest moment que les fires de Bressuire adquireixen fama. Hi ha una planta de gas, així com l'estació de mercaderies, l'escorxador, les sales i el teatre a finals del segle xix. Al 1886, la ciutat té 4.200 habitants.
En el període 1900-1950, els dos conflictes mundials afecten la regió com a la resta del país. La ciutat s'adorm, les úniques accions significatives són la construcció del nou escorxador modern (1938-1939) connectat a la xarxa ferroviària a través del qual el mercat de París s'obre a la carn de Bocage mitjançant els primers cotxes refrigerats del Empresa Grimaud. Cal destacar l'obertura d'un jardí públic i l'arribada d'una fàbrica agroalimentària, la conservera de Dolo. És a partir de la dècada de 1950 que Bressuire va trobar la seva vitalitat amb l'arribada de moltes petites indústries encara actives (fabricació, fusta, transformació de carn, fabricació de metalls, mecànica de soldadura, metal·lúrgia, etc.); En aquell moment la població té 8.500 habitants.
Als anys setanta, Bressuire s'aproparà als municipis perifèrics i es convertirà en el que avui anomenem Grand Bressuire. Al mateix temps, el segle xx va suposar la davallada del negoci ferroviari, amb el tancament de moltes línies al trànsit de passatgers primer i després a la mercaderia que passava per Bressuire entre 1960 i 1982. Avui només queda una línia destinada al trànsit de passatgers i mercaderies. per ferrocarril, que també va ser el primer en servei a Bressuire: La Roche-sur-Yon-Saumur que era l'antiga línia París-Austerlitz-Les Sables-d'Olonne, a través de la qual es transportava el transport de mercaderies i TER destinació de La Roche-sur-Yon o Saumur i Tours, permetent arribar a París i tornar dues vegades al dia. Les altres destinacions ara es troben per carretera mitjançant la xarxa TER BUS a les regions de Nova Aquitània i la Loira o per la xarxa RDS BUS del departament de Deux-Sèvres.
Les activitats terciari (escola, administració, transport, salut ...) converteixen avui en dia en Bressuire, un departament pròsper de la subprefectura, que s'ha convertit en un pol d'atracció important del nord de Deux-Sèvres amb una mica menys de 20 000 habitants. Combina una activitat dinàmica i una densa xarxa associativa. La ciutat realitza noves zones d'activitats al nord-oest i a l'est de la ciutat: zona Alphaparc i zona de Bocapole. La cadena de televisió pública France 3 Poitou-Charentes va obrir un pol emissor allà des de finals del 2008 per a Nord Deux-Sèvres i Vendée oriental.

## Economia
Bressuire és el segon pol industrial i artesanal del departament de Deux-Sèvres i una ciutat dinàmica amb una baixa taxa d'atur. Els nombrosos parcs industrials i empresarials ubicats als afores de la ciutat acullen diverses PIMES, principalment en els camps de l'equipament automobilístic, el mobiliari, l'agroalimentaciói, la metal·lúrgia, la mecànica, la soldadura i fabricació. Bressuire és la seu de 374 empreses.
La mitjana de vida anual de Bressuirais és de 18.094 €. Aquesta és inferior a la renda mitjana nacional. També té una taxa de pobresa de l'11,6%, 2,3 punts percentuals inferior a la taxa de pobresa francesa (13,9%).

## Educació
La ciutat és la seu de quatre escoles secundàries d'ensenyament general (inclosa la Saint-Joseph High School) o de secundària tecnològica i agrícola, així com de dos col·legis, dues escoles rurals i vint escoles primàries. Més de 6.500 estudiants assisteixen a escoles públiques i privades de la ciutat, així com a diversos programes d'educació superior que reuneixen prop de 500 estudiants.

## Cultura

### Associacions
Bressuire té prop de 200 associacions.
- Activitats culturals: Bressuire Accueil Bocage, CSC Centre socio-culturel de Bressuire.

- Animació de Bressuire i les comunes associades: BBA Bressuire Bocage Animations, Amicale Nerlutaise, Comité des Fêtes de Beaulieu-sous-Bressuire, Comité des Fêtes du quartier de Saint-Porchaire, Commune libre du quartier de Cornet, Comité des Fêtes de Breuil-Chaussée, Comité des Fêtes de Chambroutet, Comité des Fêtes de Clazay, Comité des Fêtes de Noirlieu, Comité des Fêtes de Noirterre, Animation Salvatoriennes (Saint-Sauveur) i Comité des Fêtes de Terves.
- Música: Bourse aux chansons.
- Bridge: Bridge Club Bressuirais.
- Corals: Ensemble Vocal Bressuirais, Petrae Canticum.
- Associacions de gent gran: Club de l'Âge d'or, Club de l'Amitié, Amicale des Aînés de Breuil-Chaussée, Club du 3e Âge Joie de Vivre, Club du 3e Âge de Clazay, Club Le Bon Accueil de Noirlieu, Club l'Âge Bleu de Noirterre, Club du 3e Âge de Saint-Sauveur i Club Loisirs et Détente du Troisième Âge
- Concursos culturals: Lire et écrire en Deux-Sèvres
- Conferències i sortides culturals: UIA Université Inter-Âges du Bocage Bressuirais
- Creació i difusió musical: Les Vendredis de l'Eté, Collines FM
- Dansa: Danse Musette du Bocage Bressuirais, Les Sauteriaux, Wingy Boots, Plein Air
- Jovent: Les Jeunes de St Porch, Team Saint-Porch, Foyer des Jeunes de Chambroutet "Un monde à part", Foyer des Jeunes de Clazay "Nirvana", Foyer des Jeunes de Clazay Relax Place i Foyer des Jeunes de Saint-Sauveur
- Gestió d'espais: Boc'Hall - Bocaplace
- Jardineria: Bressuire Bonsaï Club
- Creativitat: Ruche aux Loisirs, Loisirs et Détente Clazéens i Printemps Automne
- Modelisme: Modèle Club Bressuirais
- Museus: Amis des Arts
- Grups Musicals: Union Musicale du Bressuirais, Tempo et Cadenza, Sillon du Bocage, Fuegoland, Bocanimation, Flying Prod, Assaut du Blues, Jazzybus, Zoulous Team, A l'Art et Secousses, Grande Bande de Violons i Zoulous Team
- Enologia: COB Cercle des œnophiles de Bressuire
- Patrimoni: HPB Histoire et Patrimoine du Bressuirais
- Pintura: Le Grenier
- Filatèlia: Amicale Philatélique Bressuiraise
- Fotografia: Regard Club Photo La Condorde
- Poker: Club Poker de Bressuire
- Belenisme: Crèche Animée de Bressuire
- Escultura: Poterie de Saint-Porchaire i Verger des Sculpteurs
- Teatre: Théâtre du Bocage, FAC Faculté des Amis de Claudette i Kikijous de Noirlieu)

### Bocapôle
Bocapole és un complex d'esdeveniments amb un total de 10.000 m² coberts i que integra tant un teatre com un congrés (de 1.500 a 2.500 butaques), un auditori (400 places) i una sala d'exposicions més 3.500 metres quadrats per a fires i públic en general. Aquest equipament és la primera sala de concerts de Deux-Sèvres i la segona de Poitou-Charentes després d'Espai CARAT a Angulema.
Aquest lloc situat a les portes de la ciutat i inaugurat el març del 2006, acull prop de 35 propostes artístiques per temporada. També acull nombrosos congressos i seminaris, així com la fira-exposició de la ciutat que atrau cada any més de 300 expositors al llarg de 4 dies.